# Чёрное (Смоленская область)
Чёрное — деревня в Вяземском районе Смоленской области России. Входит в состав Андрейковского сельского поселения. Население — 362 жителя (2007 год). 
Расположена в восточной части области в 16 км к западу от Вязьмы, в 0,1 км севернее автодороги М1 «Беларусь». В 5 км южнее деревни расположена железнодорожная станция Семлёво на линии Москва — Минск. 

## История
В годы Великой Отечественной войны деревня была оккупирована гитлеровскими войсками в октябре 1941 года, освобождена в марте 1943 года.